# Organisation (album)
Organisation – drugi album studyjny angielskiego zespołu OMD, wyprodukowany przez Mike'a Howletta i wydany 24 października 1980.

## Lista utworów
- Strona A:

1. "Enola Gay" (Andy McCluskey) – 3:33
2. "2nd Thought" (McCluskey) – 4:15
3. "VCL XI" (Paul Humphreys, McCluskey) – 3:50
4. "Motion and Heart" (Humphreys, McCluskey) – 3:16
5. "Statues" (McCluskey) – 4:30

- Strona B:

1. "The Misunderstanding" (Humphreys, McCluskey) – 4:55
2. "The More I See You" (Harry Warren, Mack Gordon) – 4:11
3. "Promise" (Humphreys) – 4:51
4. "Stanlow" (Humphreys, McCluskey) – 6:30

Do reedycji albumu dodano piosenki "Almost", "Bunker Soldiers", "Electricity", "Julia's Song" i "Messages".